# Bufoceratias wedli
Bufoceratias wedli é uma espécie de peixe pertencente à família Diceratiidae.
A autoridade científica da espécie é Pietschmann, tendo sido descrita no ano de 1926.

## Portugal
Encontra-se presente em Portugal, onde é uma espécie nativa.

## Descrição
Trata-se de uma espécie marinha. Atinge os 19,6 cm de comprimento padrão, com base de indivíduos de sexo indeterminado.